# Peter von Oertzen

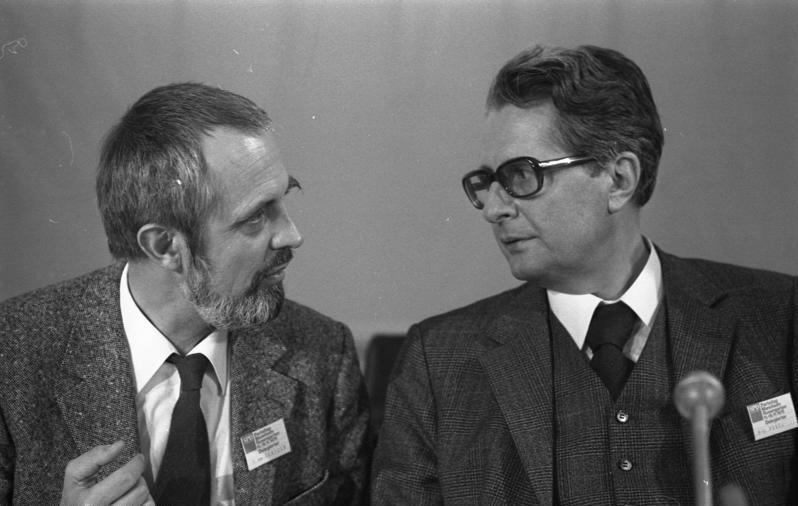
Peter von Oertzen (links) mit Hans-Jochen Vogel, 1975

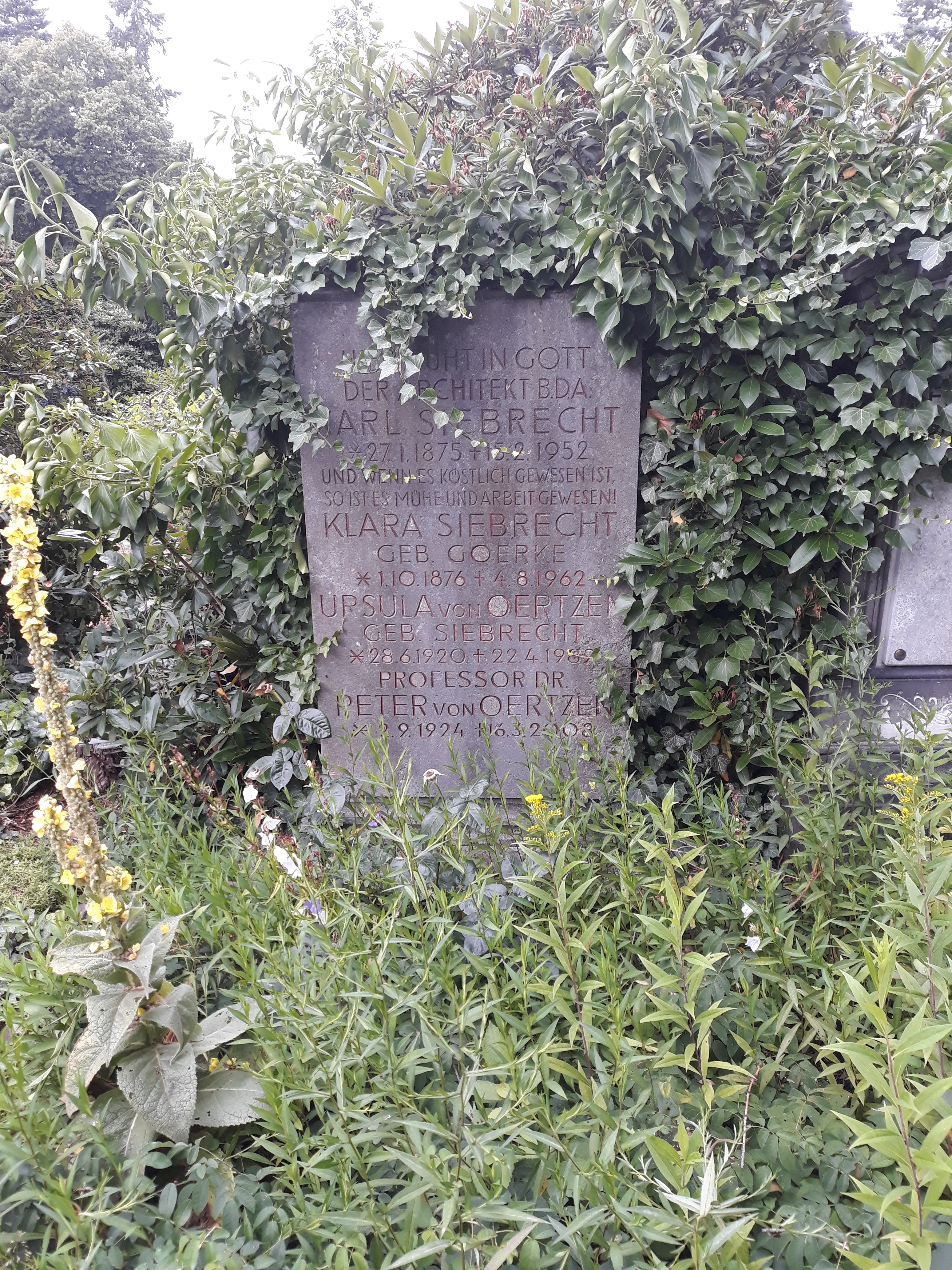
Das Grab von Peter von Oertzen und seiner Ehefrau Ursula geborene Siebrecht im Grab seiner Schwiegereltern auf dem Neuen St.-Nikolai-Friedhof in Hannover

Peter Rudolf von Oertzen (* 2. September 1924 in Frankfurt am Main; † 16. März 2008 in Hannover) war ein deutscher Politikwissenschaftler und Politiker. Bis zu seinem Austritt im März 2005 war er 59 Jahre lang Mitglied der SPD. Von 1970 bis 1974 war er niedersächsischer Kultusminister im I. Kabinett von Alfred Kubel, außerdem Programm-Vordenker der SPD in der Tradition des Demokratischen Sozialismus.

## Leben

### Herkunft und Hochschullaufbahn
Peter von Oertzen stammte aus einem sozial-konservativen Elternhaus des mecklenburgischen Landadels. Sein Vater war der nationalkonservative Schriftsteller und Journalist Friedrich Wilhelm von Oertzen; seine Mutter Else von Oertzen, geb. Kaibel, war die Tochter des Philologen Georg Kaibel. Peter von Oertzen wurde politisch maßgeblich durch die Zeit des Nationalsozialismus und den Krieg geprägt. Von 1942 bis 1945 diente er in der Wehrmacht. 1946 trat er in die SPD ein und engagierte sich in den Folgejahren im – damals noch parteitreuen – SDS. Als seinen „politischen Lehrer“ hat er Erich Gerlach bezeichnet. Er studierte an der Universität Göttingen Geschichte, Philosophie und Soziologie, wurde promoviert und habilitierte sich auch dort. 1963 wurde v. Oertzen als ordentlicher Professor für Politische Wissenschaft an die damalige Technische Hochschule Hannover, die Vorläuferin der jetzigen Universität Hannover, berufen.

### Kritiker des Godesberger Programms
In der Hochzeit des Kalten Krieges in den 1950er-Jahren suchte er einen Dritten Weg jenseits von Realsozialismus einerseits sowie Kapitalismus und Antikommunismus andererseits. Er glaubte daran, innerhalb der SPD einen linkssozialistischen Flügel aufbauen zu können, der die gesamte Partei nach links ziehen würde.
Er gehörte daher zu den wenigen Sozialdemokraten, die die Wende der SPD zum Godesberger Programm 1959 aktiv, aber vergeblich bekämpften, und zu den 16 Delegierten, die ihm schließlich die Zustimmung verweigerten. Dabei legte er auch einen Alternativvorschlag vor, der die Prinzipien des Demokratischen Sozialismus stärker betonte und weitgehende Sozialisierungen besonders auch von Banken und Versicherungen forderte. Das Programm richte die Partei „einseitig auf die parlamentarische Auseinandersetzung aus“. Es verwische „die Klassenlage und die Klasseninteressen der Arbeitnehmerschaft“, in diesem Zusammenhang seien auch die Angebote an den selbstständigen Mittelstand „fragwürdig“. Zudem wies von Oertzen darauf hin, dass das Programm insgesamt von einem kaum gerechtfertigten wirtschaftlichen Optimismus getragen sei: „Die Verfasser glauben im Grunde nicht an die Möglichkeit ernsthafter konjunktureller Rückschläge“. Damit stimmte er inhaltlich teilweise mit Wolfgang Abendroth überein, dessen Gegenentwurf ihm aber zu dogmatisch erschien. Im Zusammenhang der Auseinandersetzung mit dem Godesberger Programm gehörte von Oertzen zu den Autoren der Zeitschrift Sozialistische Politik.

### 60er- und 70er-Jahre
In den 1960er-Jahren gab er die Arbeitshefte für linke Sozialdemokraten und Gewerkschafter heraus. Die Studentenbewegung von 1968, während der er in Hannover zum Mitbegründer des dortigen Club Voltaire wurde, gab seinen Positionen in der SPD Auftrieb. Von 1970 bis 1983 war er deren Bezirksvorsitzender in Hannover, von 1970 bis 1978 Vorsitzender des Landesausschusses der SPD Niedersachsen und von 1970 bis 1974 zugleich Kultusminister in Niedersachsen. In diesem Amt initiierte er erfolgreich die damalige Hochschul- und Bildungsreform. Er war 19 Jahre lang Mitglied des Niedersächsischen Landtags.
Von 1973 bis 1993 gehörte er auch dem SPD-Parteivorstand an. In dieser Funktion leitete er von 1973 bis 1975 die Programm-Kommission der SPD, die den Orientierungsrahmen 85 absteckte, damals der Versuch, dem Godesberger Programm eine mittelfristige Programmperspektive an die Seite zu stellen. Danach war er Mitautor des Berliner Programms der SPD von 1989. Er gründete das Wissenschaftsforum der SPD, baute ihre Parteischule neu auf und wurde deren Leiter.
Als Mitglied des SPD-Parteivorstandes nahm er an wichtigen Diskussionen um die Linke, die Rechte, den Terrorismus und eine rot-grüne Koalition teil. Zudem diskutierte er über und mit dem Dissidenten Rudolf Bahro.

#### Berufsverbote
1973 unterstützte von Oertzen zunächst den in der Amtszeit des Bundeskanzlers Willy Brandt ergangenen Radikalenerlass gegen westdeutsche Kommunisten und verlor dadurch viel Ansehen bei linkssozialistischen Gruppen. Gegner des Erlasses sprachen von Berufsverboten. Er sah die Gesetzesmaßnahme als vor allem gegen die DKP gerichtet, erkannte aber bald, dass ebenso Sozialisten unabhängiger oder trotzkistischer Provenienz davon betroffen waren. Er setzte sich dann für deren Rehabilitierung ein und hielt die Bejahung der sogenannten Berufsverbote für seinen größten politischen Fehler.

### 80er- und 90er-Jahre
Zu Beginn der 1980er-Jahre ging von Oertzen erneut zurück an die Universität und widmete sich verstärkt wieder der Politikwissenschaft. Nach der deutschen Wiedervereinigung 1990 verfasste er eine Klassenanalyse der heutigen Bundesrepublik mit: Soziale Milieus im gesellschaftlichen Strukturwandel. Er begleitete die Politik seiner Partei immer kritischer und gründete dazu die „Loccumer Initiative kritischer Wissenschaftlerinnen und Wissenschaftler“ (LI). Sowohl in der PDS als auch im „Freundeskreis der Antikapitalistischen Linken“ war er seitdem als kritischer Mitdiskutant bekannt. Letztere war eine Strömung der im Jahr 2004 neu gegründeten „Arbeit & soziale Gerechtigkeit – Die Wahlalternative“ (WASG).

#### Berliner Programm
Im Zuge der SPD-Grundsatzdebatte, die 1989 zum Berliner Programm der SPD führte, war Peter von Oertzen unter anderen gemeinsam mit Horst Peter an der Zusammenführung der verschiedenen linken Strömungen in der SPD beteiligt. 1994 wurde er Mitherausgeber der Spw – Zeitschrift für sozialistische Politik und Wirtschaft.
Von Oertzen wollte im Berliner Programm wie in seinem gesamten Wirken – auch in der bewussten Nachfolge von Rosa Luxemburg – die Gesellschaftsanalyse von Karl Marx für die SPD nutzbar machen. Aber als demokratischer Sozialist grenzte er sich von Anfang an deutlich von allen real existierenden sozialistischen und kommunistischen Systemen ab und betonte dagegen die Unaufgebbarkeit von Demokratie und der Freiheit des Einzelnen. Ein in seiner wissenschaftlichen und politischen Arbeit immer wieder aufgegriffenes Thema war die Rätedemokratie bzw. die Arbeiterselbstverwaltung als Erweiterung demokratischer Prinzipien auf das Gebiet der Wirtschaft. Eine seiner Kernaussagen lautete: „Je demokratischer, desto linker“.

Von ihm mitformulierte Kernaussagen des Berliner Programms sind:

„Die bürgerlichen Revolutionen der Neuzeit haben Freiheit, Gleichheit und Brüderlichkeit mehr beschworen als verwirklicht. Deshalb hat die Arbeiterbewegung die Ideale dieser Revolutionen eingeklagt: Eine solidarische Gesellschaft mit gleicher Freiheit für alle Menschen. Es ist ihre historische Grunderfahrung, dass Reparaturen am Kapitalismus nicht genügen. Eine neue Ordnung von Wirtschaft und Gesellschaft ist nötig.“

### Parteiaustritt 2005
2005 trat von Oertzen nach fast 60 Jahren aus der SPD aus. Grund war sein Protest gegen die Agenda 2010. In seiner Austrittserklärung erklärte er, dass der Kapitalismus menschheitsgefährdend sei, und fügte hinzu, er sei und bleibe Sozialist und sei daher in der SPD nicht mehr am rechten linken Platz: „Um öffentliche Treueerklärungen für die Bundesvereinigung der Arbeitgeberverbände abzugeben, bin ich 1946 nicht in die SPD eingetreten.“ Er beklagte, dass es im Augenblick keine Partei gebe, die mehr als die SPD die Auffassungen des großen Kapitals vertrete. „Von der Sozialdemokratie als organisatorischer Form theoretischer Bemühung erwarte ich mir nichts (…) die SPD ist absolut außerstande, mit den weiter- und tieferreichenden Problemen des Kapitalismus fertig zu werden.“

### Mitgliedschaft in der WASG
In der WASG war von Oertzen nach seinem Parteiaustritt aus der SPD für kurze Zeit Mitglied, verließ sie aber Anfang 2006 wegen der absehbaren Fusion mit der PDS. Die am 5. Januar 2006 übernommene Schirmherrschaft für die WASG-nahe Bildungsgemeinschaft SALZ bestand fort. Oertzen arbeitete auch mit der Rosa-Luxemburg-Stiftung zusammen, zu deren Kuratorium er zeitweise gehörte.

## Würdigung
Der konservative Sozialphilosoph Günter Rohrmoser, mit dem er in der Marxismuskommission der Evangelischen Kirche in Deutschland zusammenarbeitete, ehrte ihn für seine menschliche Fairness und seinen leidenschaftlichen Einsatz für eine Humanisierung unserer Gesellschaft.
Frieder Otto Wolf schrieb in seinem Nachruf, dass Peter von Oertzen es als Sohn mecklenburgischer Adliger nicht nötig hatte, sich irgendjemandem anzudienen. Der Prestige-Opportunismus, wie er bei Jusos und Grünen um sich gegriffen habe, habe ihn angewidert.
Die FAZ ehrte ihn, mit Anspielung auf seinen adeligen Familienhintergrund, als „Der Rote Baron der Sozialdemokratie“. Michael Buckmiller erinnerte in seinem Nachruf daran, dass der Rätegedanke für Peter von Oertzen die zentrale Idee des authentischen revolutionären Sozialismus war, den er in der Tradition der Arbeiterbewegung lebendig zu halten sich bemühte.

## Nachlass
Peter von Oertzens Nachlass, der unter anderem seine Promotions- und Habilitationsschrift sowie zahlreiche Briefe und Manuskripte enthält, wird im Universitätsarchiv Hannover aufbewahrt. Sein Grab befindet sich auf dem Neuen St.-Nikolai-Friedhof in Hannover.

## Ehrungen
- 1996 Wilhelm-Dröscher-Preis
- 1998 Ehrendoktor der Carl von Ossietzky Universität Oldenburg

## Werke (Auswahl)
- Die soziale Funktion des staatsrechtlichen Positivismus. Eine wissenssoziologische Studie über die Entstehung des formalistischen Positivismus in der deutschen Staatswissenschaft (= edition suhrkamp. Band 660). Herausgegeben und mit einem Nachwort von Dieter Sterzel. Suhrkamp, Frankfurt am Main 1974, ISBN 3-518-00660-6 (Dissertation von 1953).
- Betriebsräte in der Novemberrevolution. Eine politikwissenschaftliche Untersuchung über Ideengehalt und Struktur der betrieblichen und wirtschaftlichen Arbeiterräte in der deutschen Revolution 1918/19 (= Beiträge zur Geschichte des Parlamentarismus und der politischen Parteien. Band 25). Droste, Düsseldorf 1963 (Habilitation).
- Für einen neuen Reformismus. VSA-Verlag, Hamburg 1984, ISBN 3-87975-264-8.
- Demokratie und Sozialismus zwischen Politik und Wissenschaft. Offizin-Verlag, Hannover 2004, ISBN 3-930345-44-7.